# Lancia Lince
Pour les articles homonymes, voir Lince.
La Lancia-Ansaldo Lince est une automitrailleuse de reconnaissance blindée conçue et produite par la division Lancia V.I. de Bolzano en collaboration avec la société Ansaldo au cours de la Seconde Guerre mondiale.

## Histoire
En 1941, le Ministère de la Guerre italien, qui ne disposait que d'un modèle de reconnaissance ancien, le Fiat SPA TL 37, insuffisant pour satisfaire aux besoins de l'Armée du Roi d'Italie en Afrique, demanda à la direction de Lancia de fabriquer un châssis sur lequel on pourrait installer un élément blindé devant pouvoir se mouvoir en tout terrain, avec des suspensions indépendantes et avoir une excellente accélération et une vitesse élevée.
Afin de gagner du temps et vu l'urgence de la demande, le bureau d'études de Lancia V.I., associé avec celui d'Ansaldo, s'inspirèrent du modèle britannique « Scout Car », communément surnommé Daimler Dingo qui équipait l'armée britannique et dont plusieurs exemplaires avaient été capturés lors des batailles africaines. Le premier prototype « Lancia-Ansaldo Lince » fut présenté au mois de novembre 1942. 300 exemplaires furent alors commandés.
La production débuta immédiatement après la validation du véhicule par l'armée et les 100 premiers exemplaires furent livrés en 1943, quelques jours à peine avant l'armistice signé par un général au nom de la Couronne italienne (le Duce Benito Mussolini ayant été démis du gouvernement entretemps)
L'armée nazie, qui avait réquisitionné les principales entreprises italiennes pour subvenir à leur effort de guerre, firent fabriquer pour leur compte 150 exemplaires du Lince qu'ils rebaptisèrent Pz.Sp.Wg Lince 202, sans apporter la moindre modification au modèle original.

## Production
La commande de l'armée italienne en 1942 porta sur 300 exemplaires dont seulement une centaine sera livrée avant l'armistice du 8 septembre 1943.
La Wehrmacht réquisitionna ces véhicules et en fit fabriquer 150 exemplaires supplémentaires qui furent immatriculés Pz.Sp.Wg.Lince 202(i). La production repris dès la libération du pays pour l'armée italienne. Au total, 263 exemplaires ont été produits par Lancia V.I. et 129 par Ansaldo jusqu'à la fin du mois de mars 1945. 
Tous les véhicules Lince furent équipés d'une mitrailleuse Breda 38 de 8 mm.